# Franck Khalfoun
Franck Khalfoun, né le 9 mars 1968 à Paris est un réalisateur et scénariste français.

## Biographie
Franck Khalfoun a travaillé avec le réalisateur Alexandre Aja.

## Filmographie
- 1994 : Johnny in the wood (court-métrage)
- 2003 : Snowboarder (acteur)
- 2007 : 2ème sous-sol (P2) (également scénariste)
- 2009 : Engrenage mortel (Wrong Turn at Tahoe)
- 2012 : Maniac
- 2017 : Amityville: The Awakening (également scénariste)
- 2019 : Prey (également scénariste)

### Doublage

#### Direction artistique
- 2021 : Dr Brain (version anglaise)